# Istraživanje
Istraživanje se opisuje kao aktivan, ustrajan i sustavan proces proučavanja s ciljem otkrivanja, tumačenja i pojašnjavanja činjenica.  Ovo intelektualno proučavanje provodi se s ciljem stvaranja višeg znanja o događajima, ponašanju, te primjenjivim teorijama i zakonima. Termin istraživanje se također koristi pri opisivanju cijelog skupa informacija o određenoj temi, a obično se vezuje uz znanost i znanstvenu metodu istraživanja.  Istraživanja financiraju javne ustanove, dobrotvorne organizacije, te privatne skupine i poduzeća.

## Oblikovanje istraživanja
- Točno određivanje onoga što se želi znati
- Određivanje od koga se želi prikupiti podatke
- Izbor načina prikupljanja podataka
- Odabir načina obrade rezultata